# Ozarba metallica
Ozarba metallica là một loài bướm đêm trong họ Noctuidae.